# Tomasz Korynt
Tomasz Marek Korynt (ur. 27 października 1954 w Gdyni) – polski piłkarz.

## Życiorys
W ekstraklasie w barwach Arki i Bałtyku Gdynia rozegrał 186 meczów, w których strzelił 49 bramek. Jest synem Romana, również reprezentanta Polski.

## Reprezentacja Polski
| lp. | Data            | Miejsce | Przeciwnik | Rezultat | Rozgrywki  | Grał   | Uwagi |
| --- | --------------- | ------- | ---------- | -------- | ---------- | ------ | ----- |
| 1.  | 4 kwietnia 1979 | Chorzów | Węgry      | 1–1      | towarzyski | od 74' |       |

## Osiągnięcia

### Klubowe
Arka Gdynia
- Puchar Polski: 1978/79